# John Pomeroy
John Pomeroy (nacido en Los Ángeles, California, el 26 de marzo de 1951) es un animador, guionista y productor estadounidense, conocido por sus trabajos para los estudios de animación Disney pero, sobre todo, por su colaboración con Don Bluth, para quien fue uno de los principales colaboradores.

## Biografía
John, de muy joven, se sentía impulsado para trabajar en la animación. Comenzó su carrera en la compañía Disney en 1973 como artista para crear fondos de animación, pero sin embargo, su debut fue en el cortometraje Winnie Pooh ¡Y Tigger También!, de 1974. Su primer clásico de Disney fue la película Bernardo y Bianca (1977), aunque en ese mismo año también aportó sus talentos de animador a la película Pedro y el dragón Elliot. Más tarde debutó como supervisor de animación en el cortometraje Pequeño, un cuento de navidad, de 1978. En ese mismo año John trabajaba como supervisor de animación de la película El zorro y el sabueso, que en ese momento estaba todavía en producción. Sin terminar su tarea en El zorro y el sabueso John se fue del estudio para seguir a Don Bluth y Gary Goldman y crear Sullivan Bluth Studios, con el que primero realizaron un cortometraje, Banjo el Gato Vagabundo (Banjo the Woodpile Cat, 1979), con el que John debutó como productor. También trabajó para la aclamada película NIMH, el mundo secreto de la señora Brisby, el primer largometraje de Don Bluth como director, estrenado en 1982. A principios de los años 1980 John fue el responsable de la animación utilizada en los videojuegos Dragon's Lair (1983) y Space Ace (1984). También trabajó en las películas Un cuento americano (1986), En busca del valle encantado (1988) y Todos los perros van al cielo (1989). A mediados de los años 80, John vivía en Irlanda, tras la mudanza del estudio a ese país, pero a finales de la década regresó a su país de origen para dirigir la sede de Sullivan Bluth. A partir de entonces trabajó en las películas En busca del rey sol (1991), Pulgarcita (1994), El jardín mágico de Stanley (1994, la última que produjo) y Hubi el Pingüino (1995, su última película con Don Bluth).
Tras el cierre de Sullivan Bluth Studios, John se desvinculó de Don Bluth y Gary Goldman y regresó a Disney, animando a su más conocido personaje, John Smith, en la película Pocahontas (1995). En los años siguientes trabajó en Fantasía 2000 (1999, animando la secuencia de El pájaro de fuego), La película de Tigger (2000), Atlantis: el imperio perdido (2001, animando al personaje Milo) y El planeta del tesoro (2002, animando al Capitán Flint y su tropa). Después de esos trabajos participó en las películas Jorge el curioso (2006), Los Simpson: la película (2007) y también en las tres películas basadas en el personaje Campanilla (Tinker Bell, a partir de 2008).
Recientemente se dio a conocer que John trabajó en las películas Tom y Jerry y el Mago de Oz (2012) y Aviones (2013, película de la franquicia Cars).

## Vida personal
John estuvo casado con la también animadora Lorna Cook, medio en el que se hizo conocer con los nombres de Lorna Pomeroy y Lorna Pomeroy-Cook.

## Filmografía

### Como animador
Animación de personajes
- Winnie Pooh ¡Y Tigger También! - Conejo
- Lo mejor de Winnie Pooh - Conejo
- Bernardo y Bianca - Penny
- Pedro y el dragón Elliot - Elliot
- Dragon's Lair (videojuego) - Daphne
- La película de Tigger - Conejo
- Jorge el curioso - Maggie, Clovis
- Los Simpson: la película - Varios personajes
- Tom y Jerry y el Mago de Oz - Varios Personajes

Como supervisor de animación
- Pequeño, un cuento de Navidad - Pequeño, José
- Banjo el Gato Vagabundo - Patas Locas, Zazu, Cleo, Marina
- El zorro y el sabueso - Amos Slade
- NIMH, el mundo secreto de la señora Brisby - Cronos, Jeremías, Dragón, El Gran Búho, Nicodemus, Justin, Jenner
- Un cuento americano - Fievel, Tigre, Tayna, Juan el Honesto, Honorio S. Rata y La Pandilla de los Gatos
- En busca del valle encantado - Piecito, Cera, Púas, Hocicos
- Todos los perros van al cielo - Charlie, Itchy, Carafea, El Cocodrilo
- En busca del rey sol - Chanticleer
- Pulgarcita - Jaquimo, Raticampo, Sr. Escarabajo
- El jardín mágico de Stanley - Stanley
- Hubi el Pingüino - Drake
- Pocahontas - John Smith
- Fantasía 2000 - Secuencia de El pájaro de fuego
- Atlantis: el imperio perdido - Milo
- El planeta del tesoro - Capitán Flint y su tropa

### Como productor
- Banjo el Gato Vagabundo
- NIMH, el mundo secreto de la señora Brisby
- Dragon's Lair (videojuego)
- Space Ace (videojuego)
- Un cuento americano
- En busca del valle encantado
- Todos los perros van al cielo
- Dragon's Lair 2 (videojuego)
- En busca del rey sol
- Pulgarcita
- El jardín mágico de Stanley

### Como artista delayout
- Tom y Jerry y el Mago de Oz

### Como guionista
- NIMH, el mundo secreto de la señora Brisby
- Todos los perros van al cielo
- En busca del rey sol
- El jardín mágico de Stanley

### Storyboard
- Tinker Bell
- Tinkerbell y el tesoro perdido
- Tinker Bell: hadas al rescate
- Aviones

- Datos: Q922464